# Яворський Болеслав Леопольдович
Болесла́в Леопо́льдович Яво́рський (10 червня (22 червня) 1877, Харків — 26 листопада 1942, Саратов) — музикознавець, піаніст, композитор і педагог-новатор, організатор музичної освіти родом з України. Доктор мистецтвознавства (1941).

## Біографія
1898 закінчив Київське музичне училище, у класі професорів — В. Пухальського (фортепіано) та Є. Риби (теорія музики). 1903 закінчив Московську консерваторію: по класу композиції (у Сергія Танєєва) та по класу фортепіано у Шишкіна.
1916—1921 — професор Київської консерваторії. Від 1918 — професор Музично-драматичного інституту імені Миколи Лисенка. 1917—1921 — директор Народної консерваторії в Києві.
Від 1921 працював у Москві. 1938—1942 — професор Московської консерваторії.
Автор опери «Вишка Жовтня» (1930), творів для фортепіано, солоспівів, обробок українських народних пісень.
Серед учнів: Микола Леонтович, Михайло Вериківський, Пилип Козицький, Григорій Верьовка, Надія Гольденберг, Надія Брюсова та ін.

## Педагогічна концепція
Сутність його педагогічної концепції  — «не вчити, а навчити мислити». Головне завдання — виховання творчої активності особистості засобами сприймання, виконання і творення музики.
Разом з Сергієм Танєєвим та однодумцями ініціює створення Московської Народної Консерваторії, де готували учителів співів для масових шкіл. На базі консерваторії він створює лабораторію зі слухання музики, залучаючи студентів до наукової роботи з дослідження проблем сприймання музики.
Б. Яворський вважав, що процес творення музики повинен пройти 5  етапів: набуття уявлень про музику, вияв творчого сприймання, імпровізація, створення оригінальних композицій, творення музики.
В 1920-ті роки в Києві відкриваються філіали Народної консерваторії, де прибічники Б. Яворського проводять заняття з дорослими і дітьми. В основу занять по розвитку музичного сприймання було покладено 3 види діяльності : слухання музики, хоровий спів та музично-ритмічні рухи. Поступово учні переходили до вивчення елементарної музичної грамоти, яка «входила в урок і об'єднувала у єдине ціле усі його частини».
Наголошував на виборі високохудожнього матеріалу для слухання музики і співу. Слухання музики, хоровий спів, рухи під музику складають єдиний метод розвитку емоційного відгуку дітей.
Болеслав Яворський розробив концепцію формування музичних здібностей дітей різних груп. У концепцію покладено зорові, рухові, літературно-речові та музичні асоціації.

## Праці
Створив теорію ладового ритму (слухового тяжіння).
- «Побудова музичної мови» (частини 1—3, 1908).
- «Вправи в утворенні схем ладового ритму» (частина 1, 1928).
- «Структура мелодії» (1929).
- «Статті, спогади, листування» (том 1, 1972).